# Calodesma apicalis
Calodesma apicalis là một loài bướm đêm thuộc phân họ Arctiinae, họ Erebidae.